# Các lãnh tụ đảng trong Thượng viện Hoa Kỳ
Lãnh đạo Đa số và Lãnh đạo Thiểu số trong Thượng viện Hoa Kỳ (tiếng Anh: United States Senate Majority and Minority Leaders) là hai thượng nghị sĩ được bầu bởi hai nhóm đảng phái mà tạo nên nhóm đa số và nhóm thiểu số theo thứ tự vừa nói tại Thượng viện Hoa Kỳ. Các lãnh đạo này phục vụ trong vai trò phát ngôn viên chính tại Thượng viện cho đảng của mình, điều hành và lập thời biểu các công việc cho đảng của mình khi Thượng viện Hoa Kỳ nhóm họp.
Lãnh đạo Đa số là vị trí quyền lực hơn cả. Lãnh đạo Đa số đóng vai trò người đại diện chính cho đảng đa số tại Thượng viện, và đôi khi thậm chí tại cả hai viện lập pháp nếu Hạ viện Hoa Kỳ và tức nhiên chức vụ Chủ tịch Hạ viện Hoa Kỳ bị đảng đối lập kiểm soát. Theo thông lệ, Quan chức Chủ tọa Thượng viện luôn ưu tiên Lãnh đạo Đa số quyền phát biểu trong phòng họp Thượng viện.
Phó Lãnh đạo Đa số (Assistant Majority Leader) và Phó Lãnh đạo Thiểu số (Assistant Minority Leader) của Thượng viện Hoa Kỳ thường được gọi là Senate Majority Whip và Minority Whip. Họ là các thành viên lãnh đạo xếp thứ hai của mỗi đảng. Nhiệm vụ chính của các phó lãnh đạo đảng là tập hợp phiếu bầu cho các vấn đề chính yếu. Vì họ là các thành viên lãnh đạo đứng thứ hai, nếu như không có lãnh đạo tại phòng họp, thì họ trở thành quyền lãnh đạo tại phòng họp. Trước năm 1969, danh xưng chính thức của họ trong tiếng Anh là Majority Whip và Minority Whip.

## Các lãnh đạo hiện tại
Thượng viện Hoa Kỳ hiện tại có 51 thành viên họp kín với Đảng Dân chủ (gồm 48 đảng viên Dân chủ và 3 thành viên độc lập) và 49 thành viên họp kín với Đảng Cộng hoà (gồm 49 đảng viên Cộng hoà). Với tỷ số là 51 - 49, đảng Dân chủ hiện đang giữ thế đa số tại Thượng viện.
Các Lãnh đạo đảng hiện tại là thượng nghị sĩ Chuck Schumer (Dân chủ) từ New York và Mitch McConnell (Cộng hoà) từ Kentucky. Các Phó Lãnh đạo là Dick Durbin (Dân chủ) từ Illinois và John Thune (Cộng hoà) từ Nam Dakota.

## Lịch sử
Vào đầu những năm 1850, các đảng trong mỗi viện của Quốc hội bắt đầu bầu Chủ tịch Cuộc họp kín hoặc Hội nghị, trong khi vị trí này mang rất ít quyền hạn, thì vị trí Lãnh đạo đảng vốn phát sinh từ vị trí này lại trở nên phổ biến và quan trọng hơn. Các đảng viên Dân chủ Thượng viện lần đầu chọn Lãnh đạo vào năm 1913 khi họ bầu John W. Kern, một thượng nghị sĩ từ Indiana. Mặc dù chức danh không chính thức, nhưng trang web của Thượng viện xác định Kern là Lãnh đạo đảng đầu tiên của Thượng viện, giữ chức vụ đó từ năm 1913 đến năm 1917, đồng thời kiêm nhiệm chức Chủ tịch Cuộc họp kín Đảng Dân chủ Thượng viện. Năm 1925, Đảng Cộng hòa (lúc đó chiếm đa số) cũng làm theo việc này khi chọn Charles Curtis trở thành Lãnh đạo Hôi nghị Đảng Cộng hòa Thượng viện, và do đó trở thành Lãnh đạo Đa số (chính thức) đầu tiên, mặc dù người tiền nhiệm của ông là Henry Cabot Lodge được coi là Lãnh đạo Đa số (không chính thức) đầu tiên của Thượng viện.

## Quyền lực
Trong khi các Hạ nghị sĩ trực tiếp bầu Chủ tịch ở Hạ viện thì tại Thượng viện, Hiến pháp Hoa Kỳ đã giao vai trò Chủ tịch Thượng viện cho Phó Tổng thống Hoa Kỳ kiêm nhiệm như một cách thể hiện tính cân bằng và giám sát giữa các cơ quan trong Chính phủ Hoa Kỳ cũng như đóng vai trò là người bỏ lá phiếu cuối cùng nếu như số phiếu tại Thượng viện cân bằng (do số lượng Thượng nghị sĩ luôn là số chẵn). Trong thời gian đầu, Phó Tổng thống John Adams đã sử dụng vai trò này rất hiệu quả khi thường xuyên tham gia và chủ tọa các phiên họp Thượng viện đến mức nhiều chính khách thời bấy giờ coi chức Phó Tổng thống là một chức vụ lập pháp. Tuy nhiên, trong nhiệm kỳ Phó Tổng thống của người kế nhiệm ông, Thomas Jefferson đã dần bỏ qua việc chủ tọa Thượng viện và từ đó đến này, hiếm khi Phó Tổng thống chủ tọa một phiên họp Thượng viện.
Dưới quyền Chủ tịch Thượng viện là Chủ tịch Thượng viện tạm quyền, chức vụ được Hiến pháp thành lập để chủ tọa Thượng viện khi Chủ tịch Thượng viện vắng mặt. Dẫu vậy, trong thực tế, vị trí này thường được giao cho một Thượng nghị sĩ thâm niên của đảng và họ cũng thường ít khi chủ tọa Thượng viện hàng ngày do nhiệm vụ này thường được giao cho các Thượng nghị sĩ thứ cấp của đảng đa số như một cách giúp họ làm quen với các thủ tục của Thượng viện.
Trong suốt thời gian trước khi chức Lãnh đạo đảng ra đời thì người điều hành có thực quyền tại Thượng viện thông thường là những Thượng nghị sĩ nổi tiếng có ảnh hưởng hoặc có tài hùng biện. Cho đến khi chức vụ này ra đời thì Lãnh đạo Đa số, chức vụ quyền lực hơn cả, trở thành người điều hành có thực quyền cũng như ảnh hưởng nhất đến cả đảng của mình lẫn đến các đạo luật tại Thượng viện.

## Danh sách các lãnh đạo đảng tại Thượng viện Hoa Kỳ
Đảng Dân chủ chọn một lãnh đạo đầu tiên vào năm 1920. Đảng Cộng hòa chính thức chọn một lãnh đạo đầu tiên vào năm 1925.
| Quốc hội | Nhiệm kì                                   | Phó Lãnh đạo Dân chủ | Lãnh đạo Dân chủ       | Phe Đa số                                         | Lãnh đạo Cộng hòa                  | Phó Lãnh đạo Cộng hoà |                       | Tổng thống Hoa Kỳ |
| Khóa 63  | 28 tháng 5 năm 1913 – 4 tháng 3 năm 1915   | J. Hamilton Lewis    | Trống                  | Dân chủ ← đa số                                   | Trống                              | Trống                 | Woodrow Wilson        |                   |
| Khóa 64  | 4 tháng 3 năm 1915 – 6 tháng 12 năm 1915   | J. Hamilton Lewis    | Trống                  | Dân chủ ← đa số                                   | Trống                              | Trống                 | Woodrow Wilson        |                   |
| Khóa 64  | 6 tháng 12 năm 1915 – 13 tháng 12 năm 1915 | J. Hamilton Lewis    | Trống                  | Dân chủ ← đa số                                   | Trống                              | James Wadsworth       | Woodrow Wilson        |                   |
| Khóa 64  | 13 tháng 12 năm 1915 – 4 tháng 3 năm 1917  | J. Hamilton Lewis    | Trống                  | Dân chủ ← đa số                                   | Trống                              | Charles Curtis        | Woodrow Wilson        |                   |
| Khóa 65  | 4 tháng 3 năm 1917 – 4 tháng 3 năm 1919    | J. Hamilton Lewis    | Trống                  | Dân chủ ← đa số                                   | Trống                              | Charles Curtis        | Woodrow Wilson        |                   |
| Khóa 66  | 4 tháng 3 năm 1919 – 27 tháng 4 năm 1920   | Peter Gerry          | Trống                  | Cộng hòa đa số →                                  | Henry Cabot Lodge Không chính thức | Charles Curtis        | Woodrow Wilson        |                   |
| Khóa 66  | 27 tháng 4 năm 1920 – 4 tháng 3 năm 1921   | Peter Gerry          | Oscar Underwood        | Cộng hòa đa số →                                  | Henry Cabot Lodge Không chính thức | Charles Curtis        | Woodrow Wilson        |                   |
| Khóa 67  | 4 tháng 3 năm 1921 – 4 tháng 3 năm 1923    | Peter Gerry          | Oscar Underwood        | Cộng hòa đa số →                                  | Henry Cabot Lodge Không chính thức | Charles Curtis        | Warren G. Harding     |                   |
| Khóa 68  | 4 tháng 3 năm 1923 – 3 tháng 12 năm 1923   | Peter Gerry          | Oscar Underwood        | Cộng hòa đa số →                                  | Henry Cabot Lodge Không chính thức | Charles Curtis        | Warren G. Harding     |                   |
| Khóa 68  | 4 tháng 3 năm 1923 – 3 tháng 12 năm 1923   | Peter Gerry          | Oscar Underwood        | Cộng hòa đa số →                                  | Henry Cabot Lodge Không chính thức | Charles Curtis        | Calvin Coolidge       |                   |
| Khóa 68  | 3 tháng 12 năm 1923 – 9 tháng 11 năm 1924  | Peter Gerry          | Joseph Taylor Robinson | Cộng hòa đa số →                                  | Henry Cabot Lodge Không chính thức | Charles Curtis        |                       |                   |
| Khóa 68  | 9 tháng 11 năm 1924 – 4 tháng 3 năm 1925   | Peter Gerry          | Joseph Taylor Robinson | Cộng hòa đa số →                                  | Charles Curtis Quyền               | Wesley Jones Quyền    |                       |                   |
| Khóa 69  | 4 tháng 3 năm 1925 – 4 tháng 3 năm 1927    | Peter Gerry          | Joseph Taylor Robinson | Cộng hòa đa số →                                  | Charles Curtis                     | Wesley Jones          |                       |                   |
| Khóa 70  | 4 tháng 3 năm 1927 – 4 tháng 3 năm 1929    | Peter Gerry          | Joseph Taylor Robinson | Cộng hòa đa số →                                  | Charles Curtis                     | Wesley Jones          |                       |                   |
| Khóa 71  | 4 tháng 3 năm 1929 – 4 tháng 3 năm 1931    | Morris Sheppard      | Joseph Taylor Robinson | Cộng hòa đa số →                                  | James E. Watson                    | Simeon Fess           | Herbert Hoover        |                   |
| Khóa 72  | 4 tháng 3 năm 1931 – 4 tháng 3 năm 1933    | Morris Sheppard      | Joseph Taylor Robinson | Cộng hòa đa số →                                  | James E. Watson                    | Simeon Fess           | Herbert Hoover        |                   |
| Khóa 73  | 4 tháng 3 năm 1933 – 3 tháng 1 năm 1935    | J. Hamilton Lewis    | Joseph Taylor Robinson | Dân chủ ← đa số                                   | Charles L. McNary                  | Felix Hebert          | Franklin D. Roosevelt |                   |
| Khóa 74  | 3 tháng 1 năm 1935 – 3 tháng 1 năm 1937    | J. Hamilton Lewis    | Joseph Taylor Robinson | Dân chủ ← đa số                                   | Charles L. McNary                  | Trống                 | Franklin D. Roosevelt |                   |
| Khóa 75  | 3 tháng 1 năm 1937 – 14 tháng 7 năm 1937   | J. Hamilton Lewis    | Joseph Taylor Robinson | Dân chủ ← đa số                                   | Charles L. McNary                  | Trống                 | Franklin D. Roosevelt |                   |
| Khóa 75  | 14 tháng 7 năm 1937 – 3 tháng 1 năm 1939   | J. Hamilton Lewis    | Alben W. Barkley       | Dân chủ ← đa số                                   | Charles L. McNary                  | Trống                 | Franklin D. Roosevelt |                   |
| Khóa 76  | 3 tháng 1 năm 1939 – 9 tháng 4 năm 1939    | J. Hamilton Lewis    | Alben W. Barkley       | Dân chủ ← đa số                                   | Charles L. McNary                  | Trống                 | Franklin D. Roosevelt |                   |
| Khóa 76  | 9 tháng 4 năm 1939 – 3 tháng 1 năm 1940    | Sherman Minton       | Alben W. Barkley       | Dân chủ ← đa số                                   | Charles L. McNary                  | Trống                 | Franklin D. Roosevelt |                   |
| Khóa 76  | 3 tháng 1 năm 1940 – 3 tháng 1 năm 1941    | Sherman Minton       | Alben W. Barkley       | Dân chủ ← đa số                                   | Warren Austin Quyền                | Trống                 | Franklin D. Roosevelt |                   |
| Khóa 77  | 3 tháng 1 năm 1941 – 3 tháng 1 năm 1943    | J. Lister Hill       | Alben W. Barkley       | Dân chủ ← đa số                                   | Charles L. McNary                  | Trống                 | Franklin D. Roosevelt |                   |
| Khóa 78  | 3 tháng 1 năm 1943 – 25 tháng 2 năm 1944   | J. Lister Hill       | Alben W. Barkley       | Dân chủ ← đa số                                   | Charles L. McNary                  | Kenneth Wherry        | Franklin D. Roosevelt |                   |
| Khóa 78  | 25 tháng 2 năm 1944 – 3 tháng 1 năm 1945   | J. Lister Hill       | Alben W. Barkley       | Dân chủ ← đa số                                   | Wallace H. White Jr. Quyền         | Kenneth Wherry        | Franklin D. Roosevelt |                   |
| Khóa 79  | 3 tháng 1 năm 1945 – 3 tháng 1 năm 1947    | J. Lister Hill       | Alben W. Barkley       | Dân chủ ← đa số                                   | Wallace H. White Jr.               | Kenneth Wherry        | Franklin D. Roosevelt |                   |
| Khóa 79  | 3 tháng 1 năm 1945 – 3 tháng 1 năm 1947    | J. Lister Hill       | Alben W. Barkley       | Dân chủ ← đa số                                   | Wallace H. White Jr.               | Kenneth Wherry        | Harry S. Truman       |                   |
| Khóa 80  | 3 tháng 1 năm 1947 – 3 tháng 1 năm 1949    | Scott W. Lucas       | Alben W. Barkley       | Cộng hòa đa số →                                  | Wallace H. White Jr.               | Kenneth Wherry        |                       |                   |
| Khóa 81  | 3 tháng 1 năm 1949 – 3 tháng 1 năm 1951    | Francis Myers        | Scott W. Lucas         | Dân chủ ← đa số                                   | Kenneth S. Wherry                  | Leverett Saltonstall  |                       |                   |
| Khóa 82  | 3 tháng 1 năm 1951 – 3 tháng 1 năm 1952    | Lyndon B. Johnson    | Ernest McFarland       | Dân chủ ← đa số                                   | Kenneth S. Wherry                  | Leverett Saltonstall  |                       |                   |
| Khóa 82  | 3 tháng 1 năm 1952 – 3 tháng 1 năm 1953    | Lyndon B. Johnson    | Ernest McFarland       | Dân chủ ← đa số                                   | Styles Bridges                     | Leverett Saltonstall  |                       |                   |
| Khóa 83  | 3 tháng 1 năm 1953 – 31 tháng 7 năm 1953   | Earle Clements       | Lyndon B. Johnson      | Cộng hòa đa số →                                  | Robert A. Taft                     | Leverett Saltonstall  |                       |                   |
| Khóa 83  | 3 tháng 1 năm 1953 – 31 tháng 7 năm 1953   | Earle Clements       | Lyndon B. Johnson      | Cộng hòa đa số →                                  | Robert A. Taft                     | Leverett Saltonstall  | Dwight D. Eisenhower  |                   |
| Khóa 83  | 3 tháng 8 năm 1953 – 3 tháng 1 năm 1955    | Earle Clements       | Lyndon B. Johnson      | Cộng hòa đa số →                                  | William F. Knowland                | Leverett Saltonstall  |                       |                   |
| Khóa 84  | 3 tháng 1 năm 1955 – 3 tháng 1 năm 1957    | Earle Clements       | Lyndon B. Johnson      | Dân chủ ← đa số                                   | William F. Knowland                | Leverett Saltonstall  |                       |                   |
| Khóa 85  | 3 tháng 1 năm 1957 – 3 tháng 1 năm 1959    | Mike Mansfield       | Lyndon B. Johnson      | Dân chủ ← đa số                                   | William F. Knowland                | Everett Dirksen       |                       |                   |
| Khóa 86  | 3 tháng 1 năm 1959 – 3 tháng 1 năm 1961    | Mike Mansfield       | Lyndon B. Johnson      | Dân chủ ← đa số                                   | Everett Dirksen                    | Thomas Kuchel         |                       |                   |
| Khóa 87  | 3 tháng 1 năm 1961 – 3 tháng 1 năm 1963    | Hubert Humphrey      | Mike Mansfield         | Dân chủ ← đa số                                   | Everett Dirksen                    | Thomas Kuchel         |                       |                   |
| Khóa 87  | 3 tháng 1 năm 1961 – 3 tháng 1 năm 1963    | Hubert Humphrey      | Mike Mansfield         | Dân chủ ← đa số                                   | Everett Dirksen                    | Thomas Kuchel         | John F. Kennedy       |                   |
| Khóa 88  | 3 tháng 1 năm 1963 – 3 tháng 1 năm 1965    | Hubert Humphrey      | Mike Mansfield         | Dân chủ ← đa số                                   | Everett Dirksen                    | Thomas Kuchel         |                       |                   |
| Khóa 88  | 3 tháng 1 năm 1963 – 3 tháng 1 năm 1965    | Hubert Humphrey      | Mike Mansfield         | Dân chủ ← đa số                                   | Everett Dirksen                    | Thomas Kuchel         | Lyndon B. Johnson     |                   |
| Khóa 89  | 3 tháng 1 năm 1965 – 3 tháng 1 năm 1967    | Russell B. Long      | Mike Mansfield         | Dân chủ ← đa số                                   | Everett Dirksen                    | Thomas Kuchel         |                       |                   |
| Khóa 90  | 3 tháng 1 năm 1967 – 3 tháng 1 năm 1969    | Russell B. Long      | Mike Mansfield         | Dân chủ ← đa số                                   | Everett Dirksen                    | Thomas Kuchel         |                       |                   |
| Khóa 91  | 3 tháng 1, 1969 – 7 tháng 9, 1969          | Ted Kennedy          | Mike Mansfield         | Dân chủ ← đa số                                   | Everett Dirksen                    | Hugh Scott            |                       |                   |
| Khóa 91  | 3 tháng 1, 1969 – 7 tháng 9, 1969          | Ted Kennedy          | Mike Mansfield         | Dân chủ ← đa số                                   | Everett Dirksen                    | Hugh Scott            | Richard Nixon         |                   |
| Khóa 91  | 24 tháng 9 năm 1969 – 3 tháng 1 năm 1971   | Ted Kennedy          | Mike Mansfield         | Dân chủ ← đa số                                   | Hugh Scott                         | Robert Griffin        |                       |                   |
| Khóa 92  | 3 tháng 1 năm 1971 – 3 tháng 1 năm 1973    | Robert Byrd          | Mike Mansfield         | Dân chủ ← đa số                                   | Hugh Scott                         | Robert Griffin        |                       |                   |
| Khóa 93  | 3 tháng 1 năm 1973 – 3 tháng 1 năm 1975    | Robert Byrd          | Mike Mansfield         | Dân chủ ← đa số                                   | Hugh Scott                         | Robert Griffin        |                       |                   |
| Khóa 93  | 3 tháng 1 năm 1973 – 3 tháng 1 năm 1975    | Robert Byrd          | Mike Mansfield         | Dân chủ ← đa số                                   | Hugh Scott                         | Robert Griffin        | Gerald Ford           |                   |
| Khóa 94  | 3 tháng 1 năm 1975 – 3 tháng 1 năm 1977    | Robert Byrd          | Mike Mansfield         | Dân chủ ← đa số                                   | Hugh Scott                         | Robert Griffin        |                       |                   |
| Khóa 95  | 3 tháng 1 năm 1977 – 3 tháng 1 năm 1979    | Alan Cranston        | Robert Byrd            | Dân chủ ← đa số                                   | Howard Baker                       | Ted Stevens           |                       |                   |
| Khóa 95  | 3 tháng 1 năm 1977 – 3 tháng 1 năm 1979    | Alan Cranston        | Robert Byrd            | Dân chủ ← đa số                                   | Howard Baker                       | Ted Stevens           | Jimmy Carter          |                   |
| Khóa 96  | 3 tháng 1 năm 1979 – 1 tháng 11 năm 1979   | Alan Cranston        | Robert Byrd            | Dân chủ ← đa số                                   | Howard Baker                       | Ted Stevens           |                       |                   |
| Khóa 96  | 1 tháng 11 năm 1979 – 5 tháng 3 năm 1980   | Alan Cranston        | Robert Byrd            | Dân chủ ← đa số                                   | Ted Stevens Quyền                  | Ted Stevens           |                       |                   |
| Khóa 96  | 5 tháng 3 năm 1980 – 3 tháng 1 năm 1981    | Alan Cranston        | Robert Byrd            | Dân chủ ← đa số                                   | Howard Baker                       | Ted Stevens           |                       |                   |
| Khóa 97  | 3 tháng 1 năm 1981 – 3 tháng 1 năm 1983    | Alan Cranston        | Robert Byrd            | Cộng hòa đa số →                                  | Howard Baker                       | Ted Stevens           |                       |                   |
| Khóa 97  | 3 tháng 1 năm 1981 – 3 tháng 1 năm 1983    | Alan Cranston        | Robert Byrd            | Cộng hòa đa số →                                  | Howard Baker                       | Ted Stevens           | Ronald Reagan         |                   |
| Khóa 98  | 3 tháng 1 năm 1983 – 3 tháng 1 năm 1985    | Alan Cranston        | Robert Byrd            | Cộng hòa đa số →                                  | Howard Baker                       | Ted Stevens           |                       |                   |
| Khóa 99  | 3 tháng 1 năm 1985 – 3 tháng 1 năm 1987    | Alan Cranston        | Robert Byrd            | Cộng hòa đa số →                                  | Bob Dole                           | Alan Simpson          |                       |                   |
| Khóa 100 | 3 tháng 1 năm 1987 – 3 tháng 1 năm 1989    | Alan Cranston        | Robert Byrd            | Dân chủ ← đa số                                   | Bob Dole                           | Alan Simpson          |                       |                   |
| Khóa 101 | 3 tháng 1 năm 1989 – 3 tháng 1 năm 1991    | Alan Cranston        | George Mitchell        | Dân chủ ← đa số                                   | Bob Dole                           | Alan Simpson          |                       |                   |
| Khóa 101 | 3 tháng 1 năm 1989 – 3 tháng 1 năm 1991    | Alan Cranston        | George Mitchell        | Dân chủ ← đa số                                   | Bob Dole                           | Alan Simpson          | George H. W. Bush     |                   |
| Khóa 102 | 3 tháng 1 năm 1991 – 3 tháng 1 năm 1993    | Wendell H. Ford      | George Mitchell        | Dân chủ ← đa số                                   | Bob Dole                           | Alan Simpson          |                       |                   |
| Khóa 103 | 3 tháng 1 năm 1993 – 3 tháng 1 năm 1995    | Wendell H. Ford      | George Mitchell        | Dân chủ ← đa số                                   | Bob Dole                           | Alan Simpson          |                       |                   |
| Khóa 103 | 3 tháng 1 năm 1993 – 3 tháng 1 năm 1995    | Wendell H. Ford      | George Mitchell        | Dân chủ ← đa số                                   | Bob Dole                           | Alan Simpson          | Bill Clinton          |                   |
| Khóa 104 | 3 tháng 1 năm 1995 – 12 tháng 6 năm 1996   | Wendell H. Ford      | Tom Daschle            | Cộng hòa đa số →                                  | Bob Dole                           | Trent Lott            |                       |                   |
| Khóa 104 | 12 tháng 6 năm 1996 – 3 tháng 1 năm 1997   | Wendell H. Ford      | Tom Daschle            | Cộng hòa đa số →                                  | Trent Lott                         | Don Nickles           |                       |                   |
| Khóa 105 | 3 tháng 1 năm 1997 – 3 tháng 1 năm 1999    | Wendell H. Ford      | Tom Daschle            | Cộng hòa đa số →                                  | Trent Lott                         | Don Nickles           |                       |                   |
| Khóa 106 | 3 tháng 1 năm 1999 – 3 tháng 1 năm 2001    | Harry Reid           | Tom Daschle            | Cộng hòa đa số →                                  | Trent Lott                         | Don Nickles           |                       |                   |
| Khóa 107 | 3 tháng 1 năm 2001 – 20 tháng 1 năm 2001   | Harry Reid           | Tom Daschle            | Dân chủ ← đa số                                   | Trent Lott                         | Don Nickles           |                       |                   |
| Khóa 107 | 20 tháng 1 năm 2001 – 6 tháng 6 năm 2001   | Harry Reid           | Tom Daschle            | Cộng hòa đa số →                                  | Trent Lott                         | Don Nickles           | George W. Bush        |                   |
| Khóa 107 | 6 tháng 6 năm 2001 – 23 tháng 11 năm 2002  | Harry Reid           | Tom Daschle            | Dân chủ ← đa số                                   | Trent Lott                         | Don Nickles           | George W. Bush        |                   |
| Khóa 107 | 23 tháng 11 năm 2002 – 3 tháng 1 năm 2003  | Harry Reid           | Tom Daschle            | Dân chủ ← đa số de facto Cộng hòa đa số → de jure | Trent Lott                         | Don Nickles           | George W. Bush        |                   |
| Khóa 108 | 3 tháng 1 năm 2003 – 3 tháng 1 năm 2005    | Harry Reid           | Tom Daschle            | Cộng hòa đa số →                                  | Bill Frist                         | Mitch McConnell       | George W. Bush        |                   |
| Khóa 109 | 3 tháng 1 năm 2005 – 3 tháng 1 năm 2007    | Dick Durbin          | Harry Reid             | Cộng hòa đa số →                                  | Bill Frist                         | Mitch McConnell       | George W. Bush        |                   |
| Khóa 110 | 3 tháng 1 năm 2007 – 18 tháng 12 năm 2007  | Dick Durbin          | Harry Reid             | Dân chủ ← đa số                                   | Mitch McConnell                    | Trent Lott            | George W. Bush        |                   |
| Khóa 110 | 19 tháng 12 năm 2007 – 3 tháng 1 năm 2009  | Dick Durbin          | Harry Reid             | Dân chủ ← đa số                                   | Mitch McConnell                    | Jon Kyl               | George W. Bush        |                   |
| Khóa 111 | 3 tháng 1 năm 2009 – 3 tháng 1 năm 2011    | Dick Durbin          | Harry Reid             | Dân chủ ← đa số                                   | Mitch McConnell                    | Jon Kyl               | George W. Bush        |                   |
| Khóa 111 | 3 tháng 1 năm 2009 – 3 tháng 1 năm 2011    | Dick Durbin          | Harry Reid             | Dân chủ ← đa số                                   | Mitch McConnell                    | Jon Kyl               | Barack Obama          |                   |
| Khóa 112 | 3 tháng 1 năm 2011 – 3 tháng 1 năm 2013    | Dick Durbin          | Harry Reid             | Dân chủ ← đa số                                   | Mitch McConnell                    | Jon Kyl               |                       |                   |
| Khóa 113 | 3 tháng 1 năm 2013 – 3 tháng 1 năm 2015    | Dick Durbin          | Harry Reid             | Dân chủ ← đa số                                   | Mitch McConnell                    | John Cornyn           |                       |                   |
| Khóa 114 | 3 tháng 1 năm 2015 – 3 tháng 1 năm 2017    | Dick Durbin          | Harry Reid             | Cộng hòa đa số →                                  | Mitch McConnell                    | John Cornyn           |                       |                   |
| Khóa 115 | 3 tháng 1 năm 2017 – 3 tháng 1 năm 2019    | Dick Durbin          | Chuck Schumer          | Cộng hòa đa số →                                  | Mitch McConnell                    | John Cornyn           |                       |                   |
| Khóa 115 | 3 tháng 1 năm 2017 – 3 tháng 1 năm 2019    | Dick Durbin          | Chuck Schumer          | Cộng hòa đa số →                                  | Mitch McConnell                    | John Cornyn           | Donald Trump          |                   |
| Khóa 116 | 3 tháng 1 năm 2019 – 3 tháng 1 năm 2021    | Dick Durbin          | Chuck Schumer          | Cộng hòa đa số →                                  | Mitch McConnell                    | John Thune            |                       |                   |
| Khóa 117 | 3 tháng 1 năm 2021 – 20 tháng 1 năm 2021   | Dick Durbin          | Chuck Schumer          | Cộng hòa đa số →                                  | Mitch McConnell                    | John Thune            |                       |                   |
| Khóa 117 | 20 tháng 1 năm 2021 – 3 tháng 1 năm 2023   | Dick Durbin          | Chuck Schumer          | Dân chủ ← đa số                                   | Mitch McConnell                    | John Thune            | Joe Biden             |                   |
| Khóa 118 | 3 tháng 1 năm 2023 – nay                   | Dick Durbin          | Chuck Schumer          | Dân chủ ← đa số                                   | Mitch McConnell                    | John Thune            | Joe Biden             |                   |
| Quốc hội | Nhiệm kì                                   | Phó Lãnh đạo Dân chủ | Lãnh đạo Dân chủ       | Phe Đa số                                         | Lãnh đạo Cộng hòa                  | Phó Lãnh đạo Cộng hoà | Tổng thống Hoa Kỳ     |                   |